# Delegazione apostolica di Fermo
La delegazione apostolica di Fermo fu una suddivisione amministrativa dello Stato della Chiesa, istituita nel 1816 da papa Pio VII nel territorio delle Marche. Nella sua conformazione definitiva (1831) confinava a ovest e a nord con la delegazione di Macerata, a est con il Mar Adriatico, a sud con la delegazione di Ascoli.
Era una delegazione di 2ª classe.

## Storia

### Origini e istituzione
La provincia pontificia trae origine dall'antico Comitato fermano (Stato di Fermo) ripristinato nei suoi confini dopo la Restaurazione. Il 6 luglio 1816 Pio VII dettò motu proprio l'assetto territoriale del risorto Stato Pontificio, smembrando ormai anche di fatto il dipartimento del Tronto (l'ampia ripartizione che in epoca napoleonica aveva per capoluogo la città di Fermo).

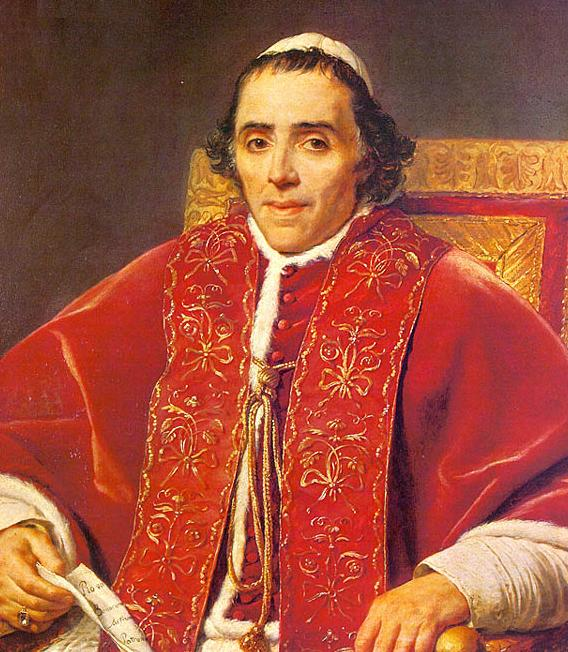
Pio VII

Un anno dopo (26 novembre 1817), per editto del cardinale Segretario di Stato Consalvi, la delegazione apostolica subì una prima significativa modificazione acquistando cinque nuovi comuni: uno dalla delegazione di Macerata e quattro dalla delegazione di Ascoli. La variazione entrò in vigore il 1º gennaio 1818.

### Unione con la delegazione di Ascoli
Il successore di Pio VII, Leone XII, nel quadro di una più radicale riforma dell'assetto territoriale pontificio, unificò la delegazione fermana e quella ascolana. Nacque così la delegazione apostolica di Fermo e Ascoli, con due capoluoghi in cui risiedevano rispettivamente il delegato apostolico e un luogotenente.
La decisione del papa, assunta motu proprio il 5 ottobre 1824, prese vigore il 1º gennaio 1825 e fu a breve integrata da nuove disposizioni che apportarono significative variazioni territoriali (21 dicembre 1827): queste ultime attribuirono alla delegazione apostolica una conformazione che, salvo marginali modifiche, avrebbe mantenuto sotto il Regno d'Italia come provincia di Ascoli Piceno.

### Nuova separazione
L'unità della circoscrizione leonina venne bruscamente spezzata dai moti del 1831, quando il generale Sercognani prese il controllo della regione e sancì nuovamente la divisione dei due territori (23 gennaio 1831).

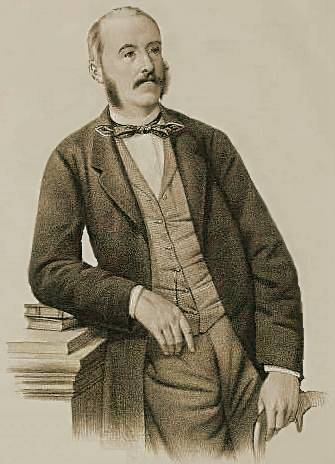
Il primo ministro Marco Minghetti

Ma nonostante la sconfitta dell'insurrezione la rivivescenza della delegazione unita fu effimera. Il 5 luglio 1831, ancora con editto del Segretario di Stato (il cardinale fermano Tommaso Bernetti), Gregorio XVI confermò la separazione attuata da Sercognani, ricostituendo la delegazione di Fermo e assegnandole un nuovo riparto territoriale (1833).

### Legazione delle Marche
Il 22 novembre 1850 Pio IX, tornato dall'esilio di Gaeta, riformò l'organizzazione territoriale dello Stato della Chiesa raggruppando tutte le preesistenti province in quattro grandi legazioni, più il circondario di Roma. Le delegazioni marchigiane, tra cui Fermo, furono inserite nella Legazione delle Marche (II Legazione).

### Soppressione
Intervenuta l'Unità d'Italia le delegazioni pontificie furono in parte mantenute come province del regno e in parte soppresse. La delegazione di Fermo subì quest'ultima sorte contro tutte le aspettative. Con il decreto Minghetti del 22 dicembre 1860 il governo piemontese accorpò nuovamente la delegazione fermana all'ascolana, creando la provincia di Ascoli Piceno e lasciando la città di Fermo sede di un circondario.

## Territorio e popolazione
La delegazione apostolica fermana costituì il nucleo originario della moderna provincia di Fermo. Fra l'antica e la nuova circoscrizione non esiste però né continuità temporale né piena identità territoriale. Ne furono sempre esclusi i comuni di Amandola e Montefortino (oggi entrambi in provincia di Fermo), mentre vi entrarono altri comuni delle odierne province di Ascoli Piceno e Macerata.

### Dati demografici
Nel 1816 la popolazione complessiva ammontava a 77.089 abitanti, che salirono a 89.404 nel 1833. La superficie territoriale del 1833 era lievemente maggiore di quella dell'attuale provincia di Fermo (880,26 contro 859,51 km²). Il capoluogo contava 19.673 abitanti nel 1816 incluse le comunità appodiate, e 13.958 da solo nel 1833.

### Suddivisione amministrativa

#### 1816
| Delegazione | Distretto | Governo           | Comunità                                                                                      |
| ----------- | --------- | ----------------- | --------------------------------------------------------------------------------------------- |
| Fermo       | Fermo     | Acquaviva         | Acquaviva                                                                                     |
| Fermo       | Fermo     | Altidona          | Altidona, Moresco                                                                             |
| Fermo       | Fermo     | Campofilone       | Campofilone, Pedaso                                                                           |
| Fermo       | Fermo     | Carassai          | Carassai                                                                                      |
| Fermo       | Fermo     | Castel Clementino | Belmonte, Castel Clementino                                                                   |
| Fermo       | Fermo     | Falerone          | Falerone                                                                                      |
| Fermo       | Fermo     | Fermo             | Fermo, Monteverde, Ponzano, Porto San Giorgio, Rocca Monte Varmine, Torchiaro, Torre di Palme |
| Fermo       | Fermo     | Francavilla       | Alteta, Cerreto, Francavilla                                                                  |
| Fermo       | Fermo     | Grottammare       | Grottammare, Marano, Sant'Andrea                                                              |
| Fermo       | Fermo     | Lapedona          | Lapedona                                                                                      |
| Fermo       | Fermo     | Loro              | Loro                                                                                          |
| Fermo       | Fermo     | Massignano        | Massignano                                                                                    |
| Fermo       | Fermo     | Mogliano          | Mogliano                                                                                      |
| Fermo       | Fermo     | Montappone        | Massa, Montappone, Monte Vidon Corrado                                                        |
| Fermo       | Fermo     | Montefalcone      | Montefalcone, Smerillo                                                                        |
| Fermo       | Fermo     | Monte Giberto     | Monte Giberto, Moregnano                                                                      |
| Fermo       | Fermo     | Monteleone        | Monsampietro Morico, Monteleone, Sant'Elpidio Morico                                          |
| Fermo       | Fermo     | Montottone        | Grottazzolina, Montottone                                                                     |
| Fermo       | Fermo     | Monte Rinaldo     | Monte Rinaldo, Ortezzano                                                                      |
| Fermo       | Fermo     | Monte Urano       | Monte Urano                                                                                   |
| Fermo       | Fermo     | Petriolo          | Petriolo                                                                                      |
| Fermo       | Fermo     | Petritoli         | Collina, Monte Vidon Combatte, Petritoli                                                      |
| Fermo       | Fermo     | Rapagnano         | Magliano, Rapagnano, Torre San Patrizio                                                       |
| Fermo       | Fermo     | Sant'Angelo       | Castelgismondo, Gualdo, Sant'Angelo                                                           |
| Fermo       | Fermo     | San Benedetto     | Monte Aquilino, San Benedetto                                                                 |

#### 1833
| Delegazione | Distretto | Governo             | Comunità |
| ----------- | --------- | ------------------- | --- |
| Fermo       | Fermo     | Fermo               | Altidona, Belmonte, Fermo, Grottazzolina, Lapedona, Monte San Pietrangeli, Montottone, Porto San Giorgio, Torre di Palme, Torre San Patrizio, Rapagnano |
| Fermo       | Fermo     | Grottammare         | Campofilone, Grottammare, Marano e Sant'Andrea, Pedaso                                                                                                  |
| Fermo       | Fermo     | Montegiorgio        | Alteta e Cerreto, Falerone, Francavilla, Magliano, Massa, Montappone, Montegiorgio e Monteverde, Monte Vidon Corrado                                    |
| Fermo       | Fermo     | Monterubbiano       | Moresco, Moregnano, Montefiore, Monte Giberto, Monte Vidon Combatte e Collina, Petritoli, Ponzano e Torchiaro                                           |
| Fermo       | Fermo     | Ripatransone        | Cossignano, Massignano, Ripatransone |
| Fermo       | Fermo     | Santa Vittoria      | Castel Clementino, Montefalcone, Monteleone, Montelparo, Monte Rinaldo, Monsampietro Morico, Ortezzano, Santa Vittoria, Sant'Elpidio Morico, Smerillo   |
| Fermo       | Fermo     | Sant'Elpidio a Mare | Montegranaro, Monte Urano, Sant'Elpidio a Mare |